# 米兰第二区
米兰第二区（意大利语: Zona 2 di Milano）是意大利米兰的九个区之一，从市中心延伸到东北部边缘。

## 概述
米兰第二区的历史发展，深受从米兰到附近的蒙扎等居民点，以及通往威尼斯等意大利东北部城市的交通路线的影响。
Naviglio Martesana运河贯穿第二区，是米兰地区一个突出的交通方式；在19世纪和20世纪之间，这个角色被铁路系统取得。米兰最重要的火车站米兰中央车站，意大利最重要的铁路节点之一，位于第二区的同名街区。
在20世纪初，由于铁路系统的发展，米兰东北部迅速由乡村区域转变为市郊工业区，同时经历了人口的急剧增加。在20世纪中叶，随着市中心的扩大，工厂逐渐被拆除，第二区变为住宅区。 近来，该区深受高度集中的非欧洲移民的影响，发展了独特的多种族街区。
第二区的复杂历史形成了一些不同的景观，其中包括形成强烈对比的元素，现代摩天大楼与老式的米兰街区，运河岸边的豪华别墅，农场、废弃的工厂遗迹现代高收入住宅区交错分布。  

## 细分
第二区可细分为下列小区：阿德里亚诺（Adriano）、Crescenzago、戈尔拉（Gorla）、希腊（Greco）、洛雷托、Maggiolina、Mandello、米拉贝洛（Mirabello）、塞维索桥（Ponte Seveso）、新门（Porta Nuova）、Precotto、米兰中央车站、Turro和记者村（Villaggio dei Giornalisti）。
直到20世纪的第一个十年，这些小区许多仍是独立的市镇，此后才被并入米兰。

## 名胜
- 布宜诺斯艾利斯大街（Corso Buenos Aires），主要购物街
- 米兰中央车站，米兰最重要的火车站